# Martin Sæterhaug
Martin Sæterhaug (ur. 13 sierpnia 1882 w Rindal, zm. 23 sierpnia 1961 w Trondheim) – norweski łyżwiarz szybki i kolarz szosowy, trzykrotny medalista mistrzostw świata w łyżwiarstwie.

## Kariera
Reprezentował barwy klubu Trondhjems Skøiteklub. Pierwszy sukces w karierze Martin Sæterhaug osiągnął w 1908 roku, kiedy zdobył srebrny medal podczas wielobojowych mistrzostw świata w Davos. Tylko raz stanął na podium, zajmując drugie miejsce w biegu na 1500 m. W pozostałych biegach był czwarty na 500 i 5000 m oraz piąty na 10 000 m, co jednak wystarczyło do zajęcia ostatecznie drugiego miejsca. Rozdzielił na podium swego rodaka Oscara Mathisena i Moje Öholma ze Szwecji. Wynik ten powtórzył na rozgrywanych trzy lata później mistrzostwach świata w Trondheim, przegrywając tylko z Rosjaninem Nikołajem Strunnikowem, a wyprzedzając swego rodaka Henninga Olsena. W biegu na 1500 m był drugi, a na pozostałych dystansach zajmował czwarte miejsce. W międzyczasie zdobył brązowy medal na rozgrywanych w 1910 roku mistrzostwach świata w Helsinkach, gdzie lepsi byli tylko Nikołaj Strunnikow i Oscar Mathisen. Brązowy medal przywiózł również z mistrzostw Europy w Sztokholmie w 1912 roku. Przegrał tam z Mathisenem i Gunnarem Strömsténem z Wielkiego Księstwa Finlandii. W biegach na 500 i 1500 m był drugi, a na dystansach 5000 i 10 000 m plasował się na szóstym miejscu.
W latach 1908 i 1914 zdobywał tytuł mistrza Norwegii w wieloboju.
Sæterhaug uprawiał także kolarstwo szosowe. W 1912 roku wziął udział w igrzyskach olimpijskich w Sztokholmie, startując w wyścigu szosowym na czas, nie zdołał jednak ukończyć rywalizacji.